# جيم بالانتين (منتج أفلام)
جيم بالانتين (بالإنجليزية: Jim Ballantine)‏ هو منتج أفلام أمريكي، ولد في 30 أغسطس 1955.

## وصلات خارجية
- جيم بالانتين على موقع IMDb (الإنجليزية)
- جيم بالانتين على موقع قاعدة بيانات الفيلم (الإنجليزية)
- جيم بالانتين على موقع كينوبويسك (الروسية)